# Ján Andrej Cully
Ján Andrej Cully (9 dicembre 1995) è un ex ciclista su strada slovacco.

## Palmarès

### Strada
- 2017 (Dukla Banská Bystrica, una vittoria)

1ª tappa Grand Prix Chantal Biya (Yaoundé > Ayos)
- 2019 (Dukla Banská Bystrica, cinque vittorie)

Campionati slovacchi, Prova a cronometro
2ª tappa In the steps of Romans (Banja > Bansko)
4ª tappa Tour de Serbie (Mionica > Požarevac)
2ª tappa Tour du Sénégal (Ziguinchor > Kolda)
6ª tappa Tour du Sénégal (Saint-Louis > Pire Goureye)
- 2020 (Dukla Banská Bystrica, una vittoria)

Campionati slovacchi, Prova a cronometro
- 2022 (una vittoria)

Campionati slovacchi, Prova a cronometro

#### Altri successi
- 2017 (Dukla Banská Bystrica)

Classifica giovani Grand Prix Chantal Biya

## Piazzamenti

### Competizioni mondiali
- Campionati del mondo

Bergen 2017 - In linea Under-23: 115º
Innsbruck 2018 - Cronosquadre: 21º
Yorkshire 2019 - Cronometro Elite: 46º
Yorkshire 2019 - In linea Elite: ritirato
Imola 2020 - Cronometro Elite: 48º
Imola 2020 - In linea Elite: ritirato

### Competizioni europee
- Campionati europei

Herning 2017 - In linea Under-23: 124º
Alkmaar 2019 - Cronometro Elite: 30º
Alkmaar 2019 - In linea Elite: ritirato
Plouay 2020 - Cronometro Elite: 24º
Plouay 2020 - In linea Elite: 94º
- Giochi europei

Minsk 2019 - In linea Elite: 103º